# Mikoian-Gurevici MiG-35
Mikoian MiG-35 (cod NATO: Fulcrum F) este o dezvoltare majoră a tehnologiei avioanelor MiG-29M/M2 și MiG-29K/KUB. Mikoian a încadrat avionul în generația 4++. Primul prototip a fost o modificare a avionului demonstrator MiG-29M2. Avionul a fost prezentat publicului pentru prima dată în 2007, în timpul mitingului aviatic Aero India. Versiunea monoloc este denumită MiG-35, iar versiunea biloc este denumită MiG-35D. Avionul a participat la competiția organizată de India pentru un nou avion de luptă multirol, însă a fost eliminat în aprilie 2011. Oficialii indieni au declarat că motoarele și radarul AESA au performanțe nesatisfăcătoare.